# Henryk Wolski
Henryk Wolski (ur. 5 stycznia 1951 roku w Słupcy), polski żeglarz (skiper, instruktor żeglarstwa), podróżnik, z wykształcenia mgr inż. mechaniki (Politechnika Poznańska), założyciel firmy Henryk's Sailing prowadzącej rejsy i szkolenia żeglarskie, a specjalizującej się w tzw. "żeglowaniu z konceptem", od 1996 roku członek żeglarskiej komisji egzaminacyjnej w Berlinie. Od 2008 członek Rady Programowej Polskiej Fundacji Morskiej.
Jako pierwszy Polak i szósty żeglarz na świecie na jachcie żaglowym zamknął pętlę wokół bieguna północnego w rejsie etapowym.
Ważniejsze rejsy i osiągnięcia żeglarskie:
- Dwa przejścia Atlantyku
- 1985–1987 - rejsy na Islandię
- 1987 - rejs na Lofoty
- 1988 - rejs na Spitsbergen
- 1991 - Rejs u wschodnich wybrzeży Afryki
- 1991–1993 - seria rejsów po Morzu Śródziemnym pod wspólnym tytułem: "Śladami Odyseusza"
- 1992–1994 - udział (w charakterze I oficera) w ekspedycji ICESAIL z zamiarem opłynięcia bieguna północnego - publikacje w magazynie "Żagle" 6-10/95
- 1994 - wyprawa Śladami Wikingów śródlądowymi drogami wodnymi z Rygi do Odessy - publikacja w "BOOTE" 9/94
- 1995 - rejs Śladami Odyseusza, wersja dookoła Wielkiej Brytanii
- 1999 - wyprawa "Śladami Średniowiecznych Kupców Słowiańskich" ze Spendowa (Berlin - Spandau) do Truso (pod Elblągiem) na łodzi słowiańskiej "Welet"
- 2000 - ekspedycje "Shackleton 2000" na replice łodzi ratunkowej "James Caird" z Półwyspu Antarktycznego poprzez Wyspę Słoniową do Georgii Południowej
- 2000 - rejs na jachcie "Dagmar Aaen" z Ziemi Ognistej na Azory
- lato 2000 - rejsy na łodzi "Welet" słowiańskimi szlakami
- 2002 - Przejście Północno-Wschodnie na s/y Dagmar Aaen
- 2003 - Zamknięcie klamry wokół Bieguna Północnego - rejs z Norwegii na Islandię i Grenlandię
- liczne rejsy po Bałtyku, Morzu Północnym, Morzu Śródziemnym, Atlantyku
- łączny staż morski - około 120 tysięcy mil morskich, czyli ponad 5 razy dookoła świata.
- 2006 - wyprawa Śladami Wikingów śródlądowymi drogami wodnymi z Gdańska do Odessy[2].